# The Examiner
The Examiner war eine wöchentlich erscheinende Zeitschrift im Vereinigten Königreich mit schwerpunktmäßig politischen und literarischen Inhalten. John und Leigh Hunt gaben die Zeitschrift ab 1808 heraus. Von 1828 bis 1886 übernahmen andere Herausgeber.

## Geschichte
Die Brüder Hunt gaben dem Examiner eine klare liberale, regierungskritische und reformorientierte Ausrichtung und zählen zur frühen Bewegung für eine freie Presse.
Zusätzlich zum Schwerpunkt der politisch-kritischen Berichterstattung und Kommentierung enthielt der Examiner aber auch Gedichte, Theater- und Literaturbesprechungen, Berichte über den Hof, über Landwirtschaft, Gesetzgebung, Polizei oder aktuelle Mode.
Im Zeitraum von 1808 bis 1812 gab es mehrere Anklagen wegen „aufrührerischer Verleumdung“ (seditious libel), einer politischen Waffe der Regierung gegen gesellschaftskritische Vorstellungen. 1812 führte eine Anklage zu einer Verurteilung der beiden Brüder zu einer Gefängnisstrafe von zwei Jahren für beide. Den Anlass dazu gab eine Kritik am Prinzregenten.
In der Zeit ihrer Inhaftierung erhielten die Hunts und der Examiner Unterstützung durch eine Reihe von Freunden wie William Hazlitt, Charles und Mary Lamb oder der Maler Benjamin Robert Haydon. Dadurch konnte die Weiterführung der Zeitschrift gesichert werden. Unterstützung erhielt Leigh Hunt auch durch den Dichter Lord Byron, der ihn 1813 mehrfach besuchte.
Im Laufe des Jahres 1816 gewann der Literaturteil des Examiner immer mehr an Einfluss und im Dezember veröffentlichte Leigh Hunt einen Artikel mit dem Titel Young Poets, in dem er die jungen Dichter Percy Bysshe Shelley, John Keats und John Hamilton Reynolds der Öffentlichkeit vorstellte und empfahl. Hunt sprach von einer „neuen Schule der Dichtung“, deren junge Dichter die alte Schule der Dichter des 18. Jahrhunderts überwinden würden.
Bereits im Januar 1817 nahm Hunt Shelleys Gedicht Hymn to Intellectual Beauty im Examiner auf.
Als im Oktober 1817 Blackwood’s Edinburgh Magazine eine abwertende und lächerlich machende Kampagne mit dem Titel Cockney School gegen Leigh Hunt und die Dichter und Schriftsteller in seinem Umkreis begann, wurde der Examiner zum publizistischen Organ der Gegenwehr.
Im August 1819 kam es bei einem Aufstand von Arbeitern der baumwollverarbeitenden Industrie in Manchester zu einer blutigen Niederwerfung der Protestbewegung, die als Peterloo-Massaker für Aufsehen sorgte. Mit scharfer Kritik an diesem Vorgehen bezog der Examiner Stellung und griff auch die Opposition im Parlament dafür an, dass sie nicht „der Stimme des Volkes“ „beigestanden“ habe. Die aus Furcht vor Aufständen sofort einsetzende repressive Gesetzgebung im Parlament machte die Arbeit der Presse noch gefährlicher.
Shelley reagierte von Italien aus auf das Massaker mit dem politisch radikalen Gedicht The Mask of Anarchy. A Poem und schickte es im September an Hunt zur Veröffentlichung im Examiner, wo es aber aus Furcht vor den juristischen Konsequenzen nicht gedruckt wurde.
Im Februar 1821 wurde John Hunt nach einer erneuten Anklage wegen „aufrührerischer Verleumdung“ zu einem Jahr Gefängnis verurteilt. Nur mit Mühe konnte die Herausgabe des Examiner aufrechterhalten werden.
Leigh Hunt verließ England im Oktober 1821 in Richtung Italien, wo er auf Einladung Shelleys hin zusammen mit Shelley und Lord Byron eine neue Zeitschrift, den Liberal, ins Leben rief.
1828 kaufte Robert Fellowes den Examiner, und er übergab die Zeitung 1830 an Albany Fonblanque, der von da an bis 1847 ihr Herausgeber war, und der die politische Unabhängigkeit und kritische Ausrichtung der Zeitschrift beibehielt.
Es folgten unterschiedliche Herausgeber, u. a. John Forster von 1847 bis 1855, und Marmion W. Savage von 1856 bis 1859.
John Forster hatte schon seit 1833 Artikel für den Examiner verfasst und nannte die Zeitschrift im selben Jahr den „vornehmlichen Repräsentanten radikaler Auffassungen innerhalb der Presse“. Er brachte dem Herausgeber Fonblanque große Hochachtung entgegen. Ebenfalls mit Hochachtung begegnete Forster Leigh Hunt, den er 1829 kennenlernte, und den er in den folgenden Jahren bei seiner literarischen Arbeit und auch finanziell unterstützte.

## Primärquelle
- Wikimedia Commons: Examiner, a Weekly Paper on Politics, Literature, Music, and the Fine Arts. This collection contains microfilm published between 1808 and 1881.